# Falcon 9 v1.1

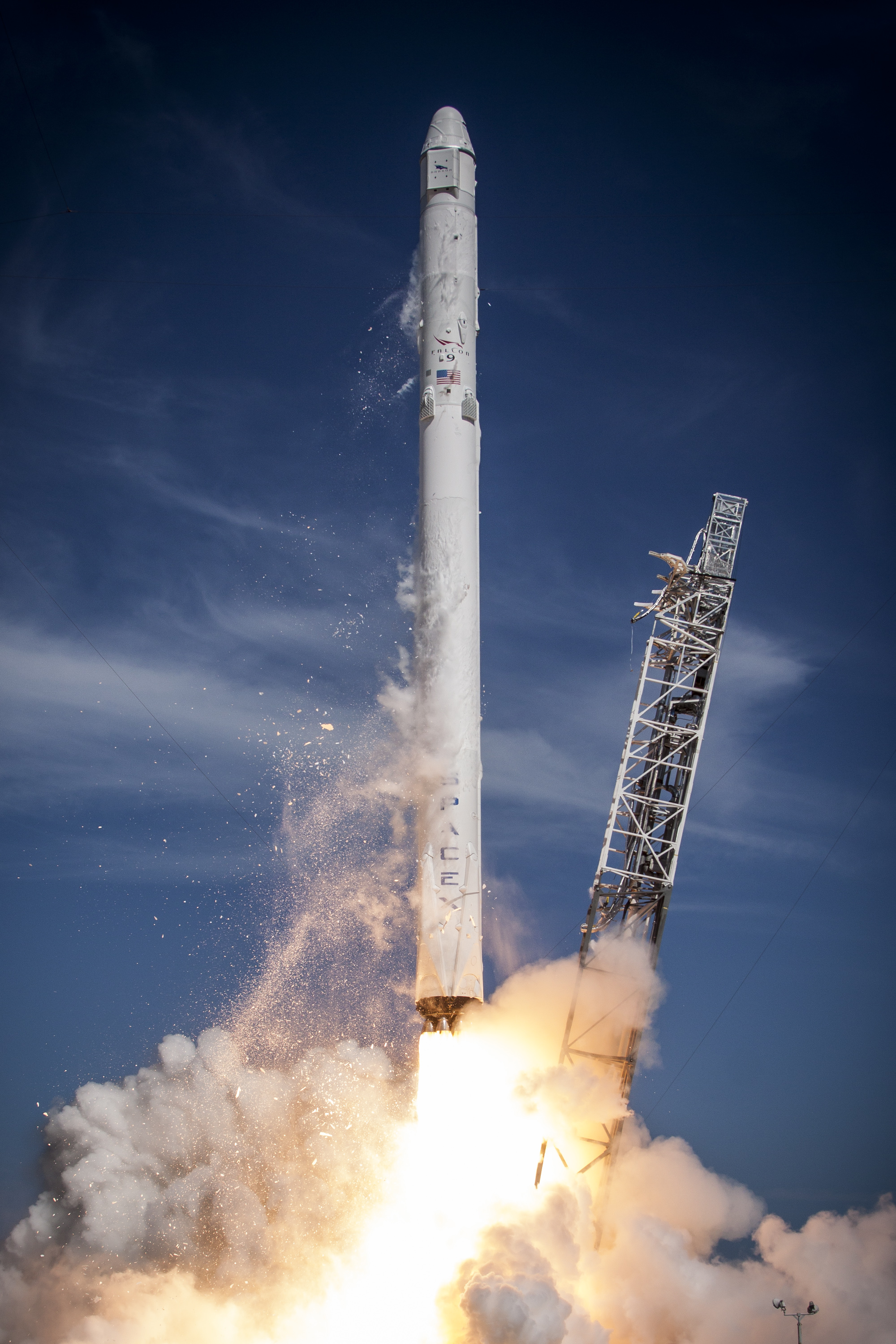
Falcon 9 v1.1 đang phóng

Falcon 9 v1.1 (đọc là Pha-còn 9 vê 1.1) là phiên bản thứ hai của tên lửa Falcon 9.